# Guldensporen Stadion
El Guldensporen Stadion es un estadio de fútbol ubicado en la ciudad de Kortrijk (Courtrai), Región de Flandes, en Bélgica. El nombre del estadio deriva de Guldensporenslag traducido al español como Batalla de Courtrai ocurrida en 1302 entre Flandes y Francia. El estadio se inauguró en 1947 y posee una capacidad para 9.500 personas.
Es utilizado principalmente para el fútbol y es la sede del KV Kortrijk, un club que juega en la Primera División de Bélgica.